# Angous
 Angous  es una población y comuna francesa, en la región de Aquitania, departamento de Pirineos Atlánticos, en el distrito de Oloron-Sainte-Marie y cantón de Navarrenx.

## Demografía
| 342 | 356 | 383 | 352 | 372 | 387 | 382 | 365 | 351 | 325 | 317 | 291 | 289 | 305 | 265 | 278 | 270 | 273 | 242 | 261 | 250 | 249 | 228 | 225 | 214 | 224 | 196 | 158 | 151 | 129 | 121 | 111 | 101 |
| Para los censos de 1962 a 1999 la población legal corresponde a la población sin duplicidades (Fuente: INSEE [Consultar]) |     |     |     |     |     |     |     |     |     |     |     |     |     |     |     |     |     |     |     |     |     |     |     |     |     |     |     |     |     |     |     |     |

## Economía
La principal actividad es la agrícola (ganadería, pastos, cultivos de huertas y hortícola).